# Panni
Panni là một đô thị ở tỉnh Foggia trong vùng Apulia miền nam nước Ý. Đô thị này có diện tích 32,59 ki-lô-mét vuông, dân số cuối năm 2003 là 940 người.
Panni nằm ở Thung lũng sông Cervaro. Các đô thị giáp ranh Accadia, Bovino, Montaguto (AV), Monteleone di Puglia, Orsara di Puglia và Savignano Irpino.